# Paniqui
Paniqui là một đô thị hạng một ở tỉnh Tarlac, Philippines. Theo điều tra dân số năm 2000, đô thị này có dân số 78.883 người trong 16,828 hộ.

## Các đơn vị hành chính
Paniqui được chia thành 35 barangay.
- Abogado
- Acocolao
- Aduas
- Apulid
- Balaoang
- Barang
- Brillante
- Burgos
- Cabayaoasan
- Canan
- Carino
- Cayanga
- Colibangbang
- Coral
- Dapdap
- Estacion
- Mabilang
- Manaois
- Matalapitap
- Nagmisaan
- Nancamarinan
- Nipaco
- Patalan
- Poblacion Norte
- Poblacion Sur
- Rang-ayan
- Salumague
- Samput
- San Carlos
- San Isidro
- San Juan de Milla
- Santa Ines
- Sinigpit
- Tablang
- Ventenilla